# Tubeufia asiana
Tubeufia asiana är en svampart som beskrevs av Sivichai & K.M. Tsui 2008. Tubeufia asiana ingår i släktet Tubeufia,  och familjen Tubeufiaceae.   Inga underarter finns listade.